# ديفيد باتينو
ديفيد باتينو (بالإسبانية: David Patiño) هو لاعب كرة قدم ومدرب كرة قدم مكسيكي في مركز الهجوم، ولد في 6 سبتمبر 1967 في مدينة مكسيكو في المكسيك. شارك مع منتخب المكسيك لكرة القدم. أما مع النوادي، فقد لعب مع طوروس نيزا وكولورادو رابيدز ونادي أونيفرسيداد ناسيونال ونادي باتشوكا ونادي مونتيري.

## وصلات خارجية
- ديفيد باتينو على موقع الاتحاد الدولي (مؤرشف)  (الإنجليزية)
- ديفيد باتينو على موقع الدوري الأمريكي (الإنجليزية)
- ديفيد باتينو على موقع قاعدة بيانات كرة القدم.إي يو (الإنجليزية)
- ديفيد باتينو على موقع ناشيونال فوتبول تيمز (الإنجليزية)